# Great Stukeley
Great Stukeley – wieś w Anglii, w hrabstwie Cambridgeshire, w dystrykcie Huntingdonshire.